# Брюс Джексон
Брюс Джексон (англ. Bruce Jackson; нар. 23 червня 1952) — американський політичний діяч, голова неурядової організації «Проект для перехідних демократій».
Батько Вільям Гардінг Джексон (англ. William Harding Jackson), адвокат та банкір, заступник директора ЦРУ (1951—1956 рр).

## Діяльність
- Голова неурядової організації «Проект для перехідних демократій» (англ. Project on Transitional Democracies), з 2002 р.
- Віце-президент з питань стратегії та планування в «Локхід Мартін», 1993—2002 рр.[1]
- Відповідальний за розробку стратегії торгівлі цінними паперами в Lehman Brothers, 1990—1993 рр.
- Обіймав ряд посад пов'язаних з ядерною зброєю та контролем за озброєнням в секретаріаті Міністра оборони США, 1986—1990 рр.
- Служба в збройних силах США, офіцер воєнної розвідки, 1979—1990 рр.[1]

## Політична діяльність
- Член команди кандидата в Президенти США Джона Маккейна, радник з питань міжнародних відносин.
- Голова підкомітету з міжнародних відносин Республіканських національних зборів 2000 р., передвиборної кампанії Джорджа В. Буша.
- Член комітету з національної безпеки та міжнародних відносин Республіканських національних зборів, 1996 р.
- Співголова комітету з питань фінансів в передвиборчій кампанії Боба Доула, 1995—1996 рр.

## Аналітичні центри та неприбуткові організації
- Член Ради міжнародних відносин[1].
- Голова неурядової організації «Проект для перехідних демократій».
- Голова Комітету за визволення Іраку, неприбуткової організації, яка виступала за усунення Президента Саддама Хусейна.[1]
- Президент Комітету США-НАТО (англ. US Committee on NATO), неприбуткової організації, яка підтримувала розширення НАТО та поглиблення співпраці між Європою та США.[1]
- Засновник та голова неурядової організації «Проект для перехідних демократій» Проекту наступне століття США (англ. Project for the New American Century),[2] організації, на меті якої стоїть «пришвидшення інтеграції молодих Європейських демократій до НАТО та Європейського союзу.»
- Член правління фонду «Ми пам'ятаємо» (англ. We Remember Foundation), неприбуткової організації присвяченій встановленню справедливості для родин зниклих захисників прав людини в Білорусі та по всьому світі.

## Східна Європа
Відданий прибічник розширення НАТО, відігравав важливу роль в ратифікації Сенатом США приєднання Польщі, Чехії та Угорщини до НАТО, та в організації другого «Вільнюсівського раунду» розширення НАТО, внаслідок якого до НАТО та ЄС приєднались Прибалтійські країни, Словаччина, Словенія, Румунія та Болгарія. Починаючи з 2002 р. зосередився на роботі з Балканськими країнами та колишніми республіками Радянського Союзу, підтримці демократичних реформ та наближенні до ЄС.